# Korea Gas Corporation
Korea Gas Corporation (KOGAS) — южнокорейская газовая компания. Основным акционером является правительство Республики Корея (55 %). Компания импортирует большую часть потребляемого страной природного газа и контролирует всю газотранспортную инфраструктуру страны.
В списке крупнейших компаний мира Forbes Global 2000 за 2022 год заняла 943-е место (493-е по размеру выручки, 1303-е по чистой прибыли, 958-е по активам).

## История
Компания была основана правительством Республики Корея в 1983 году. К 2015 году стала крупнейшим в мире импортёром сжиженного природного газа (31 млн тонн в год).

## Деятельность
Основные направления деятельности Korea Gas Corporation включают импорт сжиженного газа, строительство и обслуживание газовой инфраструктуры. Компании принадлежит 4 регазификационных терминалов и 4945 км газопроводов.
Кроме этого компания на 2015 год участвовала в 26 проектах в 13 странах мира; большинство этих проектов связаны с добычей природного газа и его переработкой в сжиженный.